# Pomnik Bohaterów w Słubicach

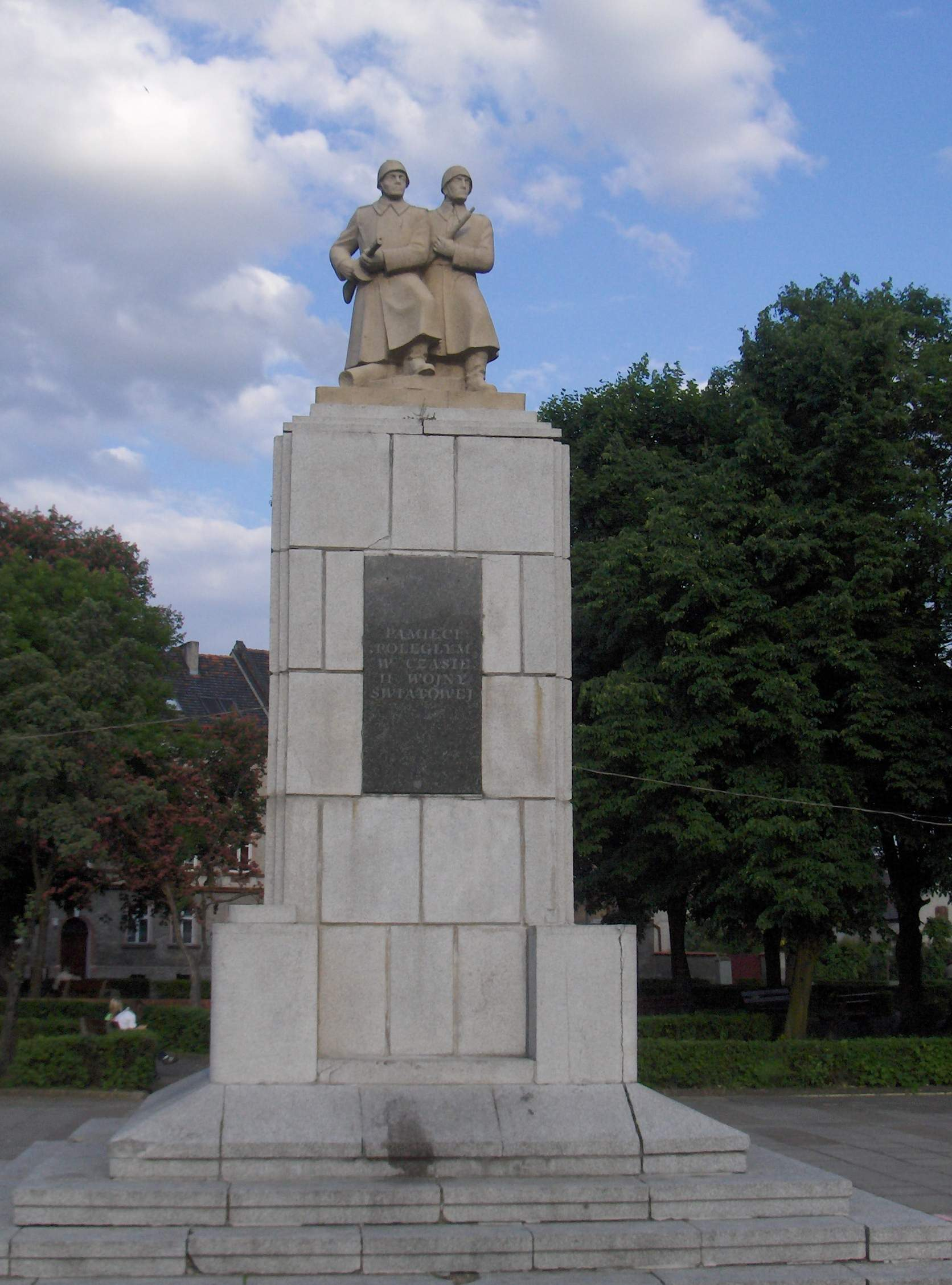
Pomnik przed renowacją

Pomnik Bohaterów w Słubicach (wcześniej pomnik Braterstwa Broni, pierwotnie Braterska Walka) – socrealistyczny pomnik na Placu Bohaterów w Słubicach wykonany według projektu architekta powiatowego Mieczysława Krajniaka na podstawie prawomocnej uchwały z dnia 20 października 1948 roku Powiatowej Rady Narodowej powiatu rzepińskiego.
Położenie aktu erekcyjnego miało miejsce 5 czerwca 1949 roku, zaś odsłonięcie pomnika – 22 lipca 1949 roku przy okazji 5. rocznicy Manifestu PKWN.

## Charakterystyka
Pomnik Bohaterów został wykonany z piaskowca i przedstawia dwóch żołnierzy: polskiego i radzieckiego, a na cokole widnieje napis: Pamięci poległych w czasie II wojny światowej. Do 2011 napis brzmiał: Pamięci poległym w czasie II wojny światowej. Pierwotnie na pomniku był napis: Nasze życie ofiarowaliśmy wspólnie. Niech nasza więź pozostanie na zawsze.
Corocznie pod pomnikiem odbywają się uroczystości patriotyczne upamiętniające wybuch i zakończenie II wojny światowej, Święto Wojska Polskiego (15 sierpnia) czy Narodowe Święto Niepodległości, podczas których to składane są kwiaty, a głos zabierają przedstawiciele lokalnych władz.
Kilkadziesiąt metrów od miejsca, gdzie stoi Pomnik Bohaterów, tuż po wojnie znajdował się cmentarz 32 żołnierzy radzieckich (ich ciała przeniesiono potem do Cybinki i Rzepina).
W 2011 roku przy okazji renowacji i przenosin pomnika w głąb placu odnaleziono akt erekcyjny, którego egzemplarz przekazano do konserwacji i depozytu w Muzeum Lubuskim im. Jana Dekerta w Gorzowie Wielkopolskim.

## Wstęp aktu erekcyjnego[4]
Akt erekcyjny

wmurowania kamienia węgielnego pod pomnik „Braterstwa Broni”
w mieście powiatowym Słubicach, powiatu Rzepińskiego wojewódz-
twa Poznańskiego.

Działo się to w dniu piątego czerwca tysiąc dziewięćsetczterdzies-
tego dziewiątego roku, to jest w dniu Święta Ludowego Polski, gdy byli
Prezydentem Rzeczpospolitej Polskiej Ob. Bierut Bolesław,
Marszałkiem Sejmu Ustawodawczego Ob. Kowalski Władysław,
Prezesem Rady Ministrów Ob. Cyrankiewicz Józef,
Ministrem Obrony Narodowej Marszałek Polski Ob. Rola-Żymierski
Michał,
Ministrem Administracji Publicznej Ob. Wolski Władysław,
Przewodniczącym Wojewódzkiej Rady Narodowej w Poznaniu Ob.
Hetmańska Wiktoria,
I Sekretarzem Komitetu Wojewódzkiego Polskiej Zjednoczonej Pa-
rtii Robotniczej w Poznaniu Tow. Olszewski Józef,
Wojewodą Poznańskim Ob. Brzeziński Stefan,
Kierownikiem Ekspozytury Urzędu Wojewódzkiego Pozna-
ńskiego Ob. Twardowski Stanisław,
[…].